# 高知新聞ニュース
『高知新聞ニュース』（こうちしんぶんニュース）は、高知放送（RKC）のテレビ・ラジオとエフエム高知で放送される、高知新聞協力のローカルニュース番組。

## 概要
高知放送ラジオでは、2009年4月1日に『RKCニュース』から改題し、現在に至る。テレビについては、夜の時間帯以外に放送される。また、エフエム高知では同じタイトルで月曜日から金曜日にかけて放送される。

## 放送時間

### 高知放送ラジオ
- 平日は、日中の時間帯（正午と17時は除く）を中心に毎時00分を基本とする。ただし、平日17時台は17:46 - 18:00に『RKCイブニング・ニュース』として放送している。土曜日の16:00-15分間については「園芸販売情報」と一体化して生放送されている。

### 高知放送テレビ
- 月曜 - 金曜 11:38 - 11:42、土曜 11:32 - 11:35、日曜 11:35 - 11:40（いずれも『NNNストレイトニュース』の後に放送）
- 月曜 - 金曜 15:50 - 15:53（独立番組『高知新聞 きょうの夕刊』として放送）
- 土曜 17:20 - 17:30（独立番組=『news every.サタデー』の実質ローカル版として放送）

### エフエム高知
月曜日から金曜日の夕方に2回放送。以前は11:55（現在はJFNニュース）、13:55にも放送があった。なお、土曜日・日曜日にFM高知から放送されるニュースはすべて『JFNニュース』となる。いずれも自社制作番組『Hi-Six Radio JAM』内で放送。
- 16:55 - 17:00
- 17:55 - 18:00

## 関連番組
- こうちeye